# Naturschutzgebiet Mühlenbruch (Bergkamen)
Das Naturschutzgebiet Mühlenbruch liegt auf dem Gebiet der Stadt Bergkamen im Kreis Unna in Nordrhein-Westfalen.

## Gebietsbeschreibung
Ein komplex aufgebautes Naturschutzgebiet, bestehend aus einem größeren Waldbereich, einer teils röhrichtbestandenen Feuchtbrache sowie mehreren Bergsenkungsweihern unterschiedlicher Größe. Südlich des NSG fließt die Seseke.
Das Waldgebiet ist aufgrund wechselnder Bodenfeuchte und forstlicher Maßnahmen sehr heterogen. Größere Flächenanteile nehmen alte Buchenbestände, ein Buchen-Eichen-Mittelwald mit viel Buche in der 2. Baumschicht sowie ein Stieleichen- und ein Roteichenbestand im mittleren Baumholzalter ein, kleinflächiger kommen jüngere Bergahorn-, Lärchen-, Eschen- und Erlenbestände sowie ein älterer Pappelbestand vor. Erlen- und Eschenbestände stocken dabei in durch Bergsenkung entstandenen Geländemulden. Unter Pappeln und teilweise auch unter Bergahorn dominiert der Schwarze Holunder. Das durch einen Waldmantel meist gut abgeschirmte Gebiet wird von Südwesten nach Nordosten von einem temporär wasserführenden Bachlauf gequert, im Osten mündet eine Rohrleitung in den Bachlauf ein. Am Südwestrand befindet sich ein kleiner Waldfriedhof. Der Wald ist ein beliebtes Naherholungsgebiet. An den Wald schließt sich im Nordosten ein durch Bergsenkung entstandenes Feuchtgebiet (Vogelschutzgebiet) an. Zum angrenzenden Acker hin dominiert eine Ruderalvegetation aus vornehmlich Acker-Schachtelhalm, Goldrute und Gemeinem Rispengras, zum Wald hin wird das Gebiet feuchter, stellenweise steht Wasser an. Hier haben sich Flatterbinsen- und Rohrkolbenbestände angesiedelt. Einige abgestorbene Bäume stehen im Röhrichtbestand. Zwischen dem Feuchtgebiet bzw. dem Wald und der im Nordosten liegenden Landstraße L654 (Lünener Straße) liegen ackerbaulich genutzte Flächen. Im Südosten schließt sich an den Wald ein weiteres, durch Bergsenkung entstandenes Feuchtgebiet an. Die Bergsenkungen traten vor etwa 20 Jahren auf und haben zur Entwicklung mehrerer kleiner und eines größeren Weihers geführt. Die kleineren Weiher sind weitgehend verlandet und mit Rohrkolben und Zottigem Weidenröschen bestanden, der größere Weiher ist von Binsenfluren und Rohrkolben umgeben mit eingesprengten Erlen und Strauchweiden. An die Gewässer schließen sich vor allem Brennessel-, Goldruten- und Schachtelhalmfluren, distelreiche Ruderalfluren sowie Gebüsche an. Im Süden stockt ein älterer Baumweidenbestand aus Bruch- und Silberweide mit brennesselreichem Unterwuchs, entlang eines das Gebiet querenden Weges befindet sich eine z. T. hopfenüberzogene Hecke. Am Ostrand liegt eine Aufforstung von Hainbuchen und Haselsträuchern (Pufferzone), am Westrand ein strauchreiches Böschungsgehölz. Das noch junge Gebiet bietet für Wasservögel und Amphibien einen wertvollen Lebensraum. Die Angaben zu den Tierarten und zu den Pflanzenarten am Bergsenkungsweiher entstammen früheren Kartierungen.
Biotoptypen nach Paragraph 20c BNatSchG: binsenreicher Röhrichtbestand u. Weiher mit Verlandungsvegetation

## Schutzziele und Maßnahmen
- Erhalt und Optimierung von Bergsenkungsweihern u. a. als Lebensraum für Amphibien- und Insektenarten sowie als Rast- und Brutplatz für Wasservögel.
- Sicherung von Feuchtbrachen und Röhrichtbeständen.
- Erhalt bzw. Wiederentwicklung bodenständiger Laubwälder.
- Beschränkung der Fischereiausübung, Jagdausübung und der Freizeitaktivitäten.
- dynamisches Altholzkonzept.
- Erhaltung der Gewässer, der Landschaftsstrukturen und der Laubholzbestockung.
- extensive Grünlandbewirtschaftung, Mahd, Grünland anlegen und wiederherstellen.
- keine Entwässerung.
- naturnahe Waldbewirtschaftung.
- Pflege von Hecken.
- Totholz erhalten.
- Umwandlung in bodenständigen Gehölzbestand.
- Verbesserung der Wasserqualität.
- Wiederherstellung von Biotopen.

## Pflanzenarten im NSG
Einige Pflanzenarten sind hier aufgeführt:
• Acker-Kratzdistel (Cirsium arvense)
• Acker-Schachtelhalm (Equisetum arvense (subsp. arvense))
• Aronstab (Arum maculatum)
• Berg-Ahorn (Acer pseudoplatanus)
• Berg-Ehrenpreis (Veronica montana)
• Berg-Ulme (Ulmus glabra)
• Bitteres Schaumkraut (Cardamine amara)
• Blauer Wasser-Ehrenpreis (Veronica anagallis-aquatica (subsp. anagallis-aquatica))
• Blaugrüne Binse (Juncus inflexus (subsp. inflexus))
• Breitblättriger Rohrkolben (Typha latifolia)
• Brunnenlebermoos (Marchantia spec.)
• Busch-Windröschen (Anemone nemorosa)
• Dreinervige Nabelmiere (Moehringia trinervia)
• Echte Nelkenwurz (Geum urbanum)
• Efeu (Hedera helix (subsp. helix))
• Eingriffliger Weißdorn (Crataegus monogyna)
• Esche (Fraxinus excelsior (subsp. excelsior))
• Faulbaum (Frangula alnus (subsp. alnus))
• Feld-Ahorn (Acer campestre)
• Flatter-Binse (Juncus effusus (subsp. effusus))
• Frauenfarn (Athyrium filix-femina)
• Gamander-Ehrenpreis (Veronica chamaedrys subsp. chamaedrys)
• Geflügeltes Johanniskraut (Hypericum tetrapterum)
• Gelbe Schwertlilie (Iris pseudacorus)
• Gemeiner Froschlöffel (Alisma plantago-aquatica)
• Gemeines Hornkraut (Cerastium holosteoides)
• Gemeines Rispengras (Poa trivialis (subsp. trivialis))
• Gewöhnliche Goldnessel (Galeobdolon luteum)
• Gewöhnliche Kratzdistel (Cirsium vulgare (subsp. vulgare))
• Gewöhnlicher Hornklee (Lotus corniculatus)
• Gift-Hahnenfuss (Ranunculus sceleratus (subsp. sceleratus))
• Glieder-Binse (Juncus articulatus (subsp. articulatus))
• Goldschopf-Hahnenfuß Sa. (Ranunculus-auricomus-Gruppe)
• Hain-Rispengras (Poa nemoralis)
• Hainbuche (Carpinus betulus)
• Haselnuss (Corylus avellana)
• Hopfen (Humulus lupulus)
• Japanische Lärche (Larix kaempferi)
• Kanadische Goldrute (Solidago canadensis)
• Kanadische Pappel (Populus canadensis (P. deltoides x nigra))
• Kleinblütiges Springkraut (Impatiens parviflora)
• Kleine Wasserlinse (Lemna minor)
• Kleiner Dornfarn (Dryopteris carthusiana)
• Knoblauchsrauke (Alliaria petiolata)
• Krauser Ampfer (Rumex crispus (subsp. crispus))
• Kriechender Hahnenfuß (Ranunculus repens)
• Kröten-Binse (Juncus bufonius)
• Land-Reitgras (Calamagrostis epigejos)
• Moschuskraut (Adoxa moschatellina)
• Pfennigkraut (Lysimachia nummularia)
• Rasen-Schmiele (Deschampsia cespitosa)
• Riesen-Goldrute (Solidago gigantea)
• Rispen-Segge (Carex paniculata (subsp. paniculata))
• Rosskastanie (Aesculus hippocastanum)
• Rot-Eiche (Quercus rubra)
• Rotbuche (Fagus sylvatica (subsp. sylvatica))
• Ruprechtskraut (Geranium robertianum)
• Salbei-Gamander (Teucrium scorodonia)
• Scharbockskraut (Ficaria verna)
• Schlehe (Prunus spinosa agg.)
• Schmalblättriges Weidenröschen (Epilobium angustifolium)
• Schwarz-Erle (Alnus glutinosa)
• Schwarzer Holunder (Sambucus nigra)
• Stiel-Eiche (Quercus robur (subsp. robur))
• Stumpfblättriger Ampfer (Rumex obtusifolius)
• Sumpf-Kratzdistel (Cirsium palustre)
• Sumpf-Segge (Carex acutiformis)
• Sumpf-Wasserstern (Callitriche palustris)
• Sumpfquendel (Peplis portula)
• Ufer-Wolfstrapp (Lycopus europaeus)
• Vielblättrige Lupine (Lupinus polyphyllus)
• Vielblütige Weißwurz (Polygonatum multiflorum)
• Wald-Geißblatt (Lonicera periclymenum)
• Wald-Sauerklee (Oxalis acetosella)
• Wasserdost (Eupatorium cannabinum (subsp. cannabinum))
• Weiches Honiggras (Holcus mollis (subsp. mollis))
• Weiße Hainsimse (Luzula luzuloides)
• Wiesen-Bärenklau (Heracleum sphondylium)
• Wiesen-Schaumkraut (Cardamine pratensis var. pratensis)
• Winkel-Segge (Carex remota)
• Wolliger Schneeball (Viburnum lantana)
• Zweiblättrige Schattenblume (Maianthemum bifolium)

## Tierarten im NSG
Einige Tierarten sind hier aufgeführt:
• Anax spec. (Anax spec.)
• Apamea scolopacina (Apamea scolopacina)
• Aurorafalter (Anthocharis cardamines)
• Bekassine (Gallinago gallinago)
• Blindschleiche (Anguis fragilis)
• Erdkröte (Bufo bufo)
• Euchoeca nebulata (Euchoeca nebulata)
• Eupithecia exiguata (Eupithecia exiguata)
• Grasfrosch (Rana temporaria)
• Graureiher (Ardea cinerea)
• Grüne Mosaikjungfer (Aeshna viridis)
• Habicht (Accipiter gentilis)
• Honiggelber Haarbüschelspanner (Eulithis mellinata)
• Kammmolch (Triturus cristatus)
• Kiebitz (Vanellus vanellus)
• Knäkente (Anas querquedula)
• Krickente (Anas crecca)
• Labkraut-Haarbüschelspanner (Eulithis pyraliata)
• Nachtigall (Luscinia megarhynchos)
• Pergamentspinner (Harpyia milhauseri)
• Pirol (Oriolus oriolus)
• Plattbauch (Libellula depressa)
• Rhyacia rhomboidea (Rhyacia rhomboidea)
• Rohrammer (Emberiza schoeniclus)
• Rosenspanner (Cidaria fulvata)
• Sperber (Accipiter nisus)
• Stauropus fagi (Stauropus fagi)
• Sympetrum spec. (Sympetrum spec.)
• Teichfrosch (Rana kl. esculenta)
• Teichmolch (Triturus vulgaris)
• Traubenkirschenspanner (Abraxas sylvata)
• Turteltaube (Streptopelia turtur)
• Waldkauz (Strix aluco)
• Waldohreule (Asio otus)
• Wasserralle (Rallus aquaticus)
• Zwergschnepfe (Lymnocryptes minimus)
• Zwergtaucher (Tachybaptus ruficollis)